# Michael Bennet
Michael Bennet, född 28 november 1964 i New Delhi, Indien, är en amerikansk demokratisk politiker. Han är ledamot av USA:s senat från Colorado sedan 22 januari 2009. Han var i några dagar den yngsta ledamoten av USA:s senat till dess att Kirsten Gillibrand tillträdde som senator för New York.
Bennet växte upp i huvudstaden Washington, D.C., där hans far bland annat arbetade som assistent åt vicepresident Hubert Humphrey, och avlade 1987 grundexamen vid Wesleyan University och 1993 juristexamen vid Yale Law School. Han var 1988–1990 medarbetare åt guvernören i Ohio Dick Celeste. Han var 2005–2009 administrativ chef (superintendent) för de statliga skolorna i Denver. 
Sedan senator Ken Salazar avgått 2009 för att tillträda som USA:s inrikesminister utnämnde guvernören i Colorado Bill Ritter Bennet till Salazars efterträdare fram till senatsvalet 2010. Bennet besegrade knappt republikanen Ken Buck som stöddes av Tea Party-rörelsen. Demokraterna satsade stort på Bennet: bland andra Bill Clinton och Michelle Obama reste till Colorado för att stödja Bennets valkampanj.
Efter senatsvalet år 2016 sa president Obama att Bennet var en av de "begåvade demokratiska politiker" som kunde leda partiet i framtiden.
Den 2 maj 2019 meddelade Bennet sin kandidatur till den demokratiska nomineringen för presidentvalet i USA 2020. Han avslutade sin kampanj den 11 februari 2020.

## Politiska åsikter, utspel och lagförslag
- 2009: Bennet stödjer lagförslaget DREAM Act.

## Privatliv
Bennet och hustrun Susan Daggett har tre döttrar: Caroline, Halina och Anne.